# Dorymyrmex paiute
Dorymyrmex paiute es una especie de hormiga del género Dorymyrmex, subfamilia Dolichoderinae. Fue descrita científicamente por Snelling en 1995.
Se distribuye por los Estados Unidos. Se ha encontrado a elevaciones de hasta 1410 metros. Vive en microhábitats como la vegetación baja, nidos y las rocas.